# Hoksent
Hoksent is een gehucht in de gemeente Hechtel-Eksel in Belgische provincie Limburg. Het ligt in Eksel, ten oosten van het dorpscentrum, ongeveer daar waar de Bolissenbeek uitmondt in de Dommel.

## Geschiedenis
Hoksent is een van de oudste nederzettingen in dit gebied. In het Liber Aureus werd deze plaats genoemd als Hoccascaute. De naam zou zijn afgeleid van hugna (wild zwijn) en scauta (hoger gelegen stuk zandgrond in moerassig terrein). Het Liber Aureus, hoewel later geschreven, maakte er gewag van dat in 710 dit gebied door ene Berthilindis, een adellijke dochter, zou zijn geschonken aan Willibrord, die het in 726 schonk aan de Abdij van Echternach. Tot in de 16e eeuw bezat deze Abdij hier nog een laathoeve.
In 1580 werd de Hoxenterschans opgericht, die ook tegenwoordig nog bestaat. Op de Ferrariskaart uit de jaren 1770 is langs de Dommelvallei het gehucht Nederhoxendt weergegeven en iets ten noorden de kapel (Clle Nederhoxendt).

## Hoksentkapel
In de 8e eeuw zou hier reeds een houten kapel zijn gesticht, de enige in de wijde omtrek. Ze groeide echter niet tot parochiekerk uit, daar het domein van de Abdij erg klein was: Het naburige Ochinsala (het latere Eksel), domein van de Abdij van Sint-Truiden) was veel groter en bezat meer inkomsten.
Toch bleef in Hoksent een kapel bestaan, de Hoksentkapel, gewijd aan Onze-Lieve-Vrouw van Zeven Weeën. De huidige kapel is een gotisch bouwwerk uit de 17e eeuw. Ze is gelegen aan de Sint-Antoniusstraat. Omstreeks 1500 werd de kapel aan Maria gewijd. Documenten die de capelle opt Hoxit vermelden zijn van 1552 en 1555. Gedurende de 17e eeuw werd de Mariadevotie geleidelijk vervangen door die voor de Heilige Antonius Abt, die patroon was van het vee. Vanaf 1791 werd pluimvee, en vanaf 1821 werden varkenskoppen geofferd tijdens de Theunisviering, welke nog steeds wordt gehouden. Pas in 1837 kwam de kapel aan het kerkbestuur van Eksel.
In 1792 werd een portaal geplaatst. Van 1956-1957 werd de kapel gerestaureerd. Ze wordt gedekt door leien en bezit een dakruiter in de vorm van een spits torentje dat eveneens met leien is bedekt en een klokje uit 1562 bezit.
Enkele kostbare houten beelden, waaronder een Christus Salvator en twaalf apostelen, stammend uit ongeveer 1530, werden gerestaureerd en naar een veiliger plek overgebracht. Het portiekaltaar uit 1716 is van Geraert Vreysen.